# Takara Ryoko
Takara Ryoko (高良 亮子, sinh ngày 9 tháng 4 năm 1990) là một cầu thủ bóng đá nữ người Nhật Bản.

## Đội tuyển bóng đá nữ quốc gia Nhật Bản
Takara Ryoko thi đấu cho đội tuyển bóng đá nữ quốc gia Nhật Bản từ năm 2013 đến 2015.

## Thống kê sự nghiệp
| Nhật Bản  | Nhật Bản | Nhật Bản |
| Năm       | Trận     | Bàn      |
| --------- | -------- | -------- |
| 2013      | 1        | 0        |
| 2014      | 0        | 0        |
| 2015      | 2        | 0        |
| Tổng cộng | 3        | 0        |